# Ilja Abramowitsch Jefron

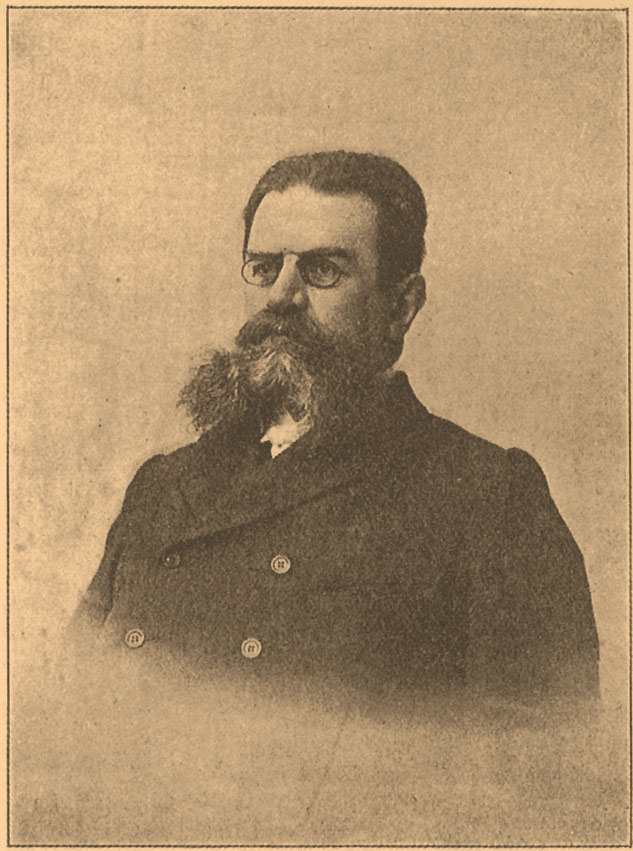
Ilja Jefron, um 1900

Ilja Abramowitsch Jefron (russisch Илья Абрамович Ефрон; geb. 7. Novemberjul. / 19. November 1847greg. in Wilna, Russisches Kaiserreich; gest. 19. Apriljul. / 2. Mai 1917greg. in Petrograd) war ein russischer Buchdrucker und Verleger.

## Leben
Jefron, 1847 in Wilna geboren, entstammte einer jüdischen Kaufmannsfamilie. Sein Vater Abram Geschelewitsch Jefron (1822–1902), Kaufmann und Talmudist, verfasste das halachische Kompendium Quelle der Gesetze, das 1901 in Wilna im Druck erschien. Seine Mutter Tojba Hatzkelewna Jefron geb. Wilner (1828–1861) war eine Urenkelin von Rabbi Elijah, dem Gaon von Wilna, nach dem Ilja seinen Vornamen erhielt (Ilja = Elijah). Ein Jahr nach dem Tod seiner Mutter heiratete sein Vater erneut. Nach einer traditionellen jüdischen Erziehung durch seinen Vater wurde er an einer Hochschule im damals russischen Warschau aufgenommen. Im Jahr 1880 eröffnete Ilja Jefron eine Druckerei und einen Verlag in Sankt Petersburg. 1890 gründete er die Firma Brockhaus-Efron, die eine Reihe russischer Enzyklopädien, Wörterbücher und populärer Bücherserien herausgab. Im Mai 1906 kam es im Gefolge der Revolution 1905 zu einem weitreichenden Streik von Druckereiarbeitern, dem sich auch Angestellte in Jefrons Firma anschlossen. 1907 trat Jefron der Gesellschaft für wissenschaftliche jüdische Publikationen mit Sitz in St. Petersburg bei und gab mit ihr zusammen die 16-bändige Jüdische Enzyklopädie auf der Grundlage der Jewish Encyclopedia heraus. Jefrons Verlag veröffentlichte eine Reihe von Büchern zur jüdischen Geschichte, darunter die fünfbändige Geschichte des israelitischen Volkes von Ernest Renan, mit ausführlichen Anmerkungen unter anderem von Simon Dubnow.
Seit der Oktoberrevolution 1917 gehörte der Verlag zum Petrograder Verband der Privatverlage, war aber eigentlich in Berlin ansässig, wo er unter der Leitung von Ilja Jefrons Stiefbruder Semen Abramowitsch (1867–1933) bis 1930 existierte.